# Ponte romano di Avila
Il ponte romano di Avila è un ponte sul fiume Adaja, nella città spagnola di Avila, è protetto come bene di interesse culturale (Bien de Interés Cultural).

## Descrizione
La città utilizzava un ponte sull'Adaja per collegare la porta decumana occidentale alla sponda opposta del fiume. Si compone di cinque archi e quattro pilastri con un tagliacque. I contrafforti sono ancora visibili solo dalla sponda sinistra del fiume. Gli archi iniziano ad altezze diverse, in modo che gli apici di tutti mantengano un'altezza identica. Solo il più grande, interamente ricostruito in epoca medievale in granito di La Colilla, appare oggi leggermente più basso. Dopo che tutti gli archi furono demoliti, (probabilmente per far fronte all'invasione araba) fu ricostruito in periodo romanico utilizzando una tecnica e dei materiali differenti.

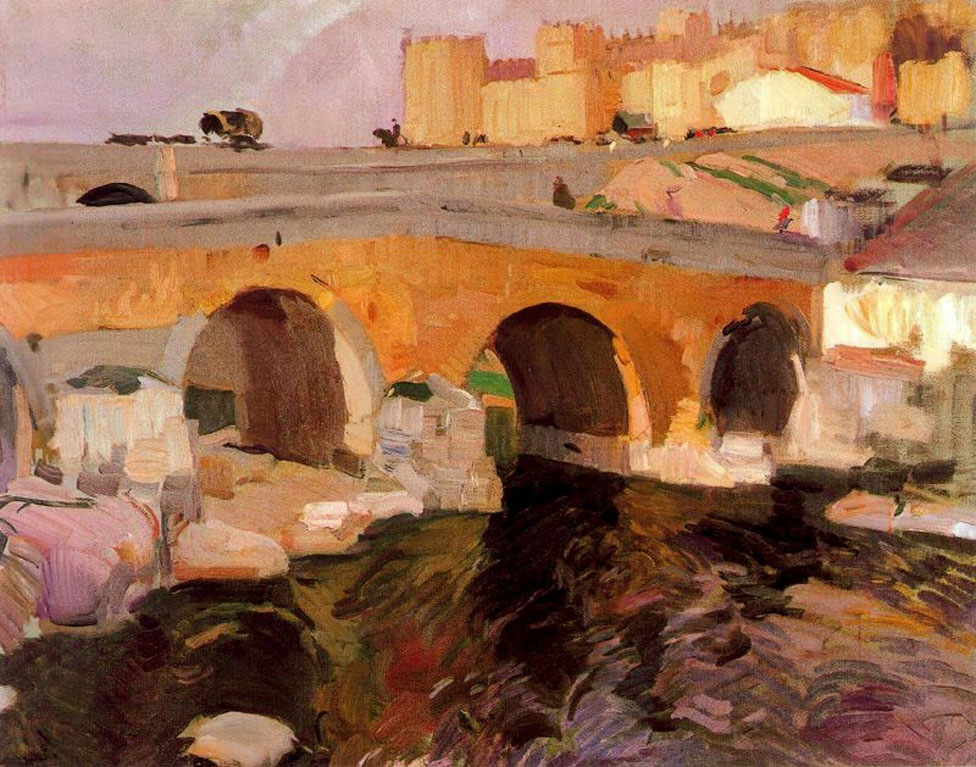
Il Ponte Vecchio di Avila (1910) di Joaquín Sorolla

In tutti gli archi è chiaramente visibile la demolizione precedente alla ricostruzione medievale: gli elementi sono tutti in arenaria, come quella degli edifici romanici, mentre il resto della vecchia struttura è in granito grigio-blu. In uno degli appoggi dell'arco centrale è stata inclusa una capsula di ceneri (cista) provenienti dai monumenti funerari romani di un piccolo complesso vicino alla porta della città. A causa della forte corrente del fiume, al tempo della ricostruzione romanica il pilastro tra l'arco centrale e quella vicino era quasi completamente scomparso, a riprova di ciò il suo tagliacque è l'unico interamente ricostruito. Anche la cornice interna della struttura che serviva a montare il cuneo ha dovuto essere ricostruita, come dimostra il fatto di che in essa appaia oggi un'urna funeraria romana proveniente da un nucleo della necropoli.
Le nuove fondamenta del pilastro centrale poggiano direttamente nel letto del fiume, senza utilizzare il sistema di cornice romana, come conseguenza la corda dell'arco è leggermente ridotta. Negli altri archi, dove la cornice di appoggio si è conservata perfettamente, l'uniformità della costruzione originale è ben visibile.